# Ludwigsbrücke (Bad Kissingen)

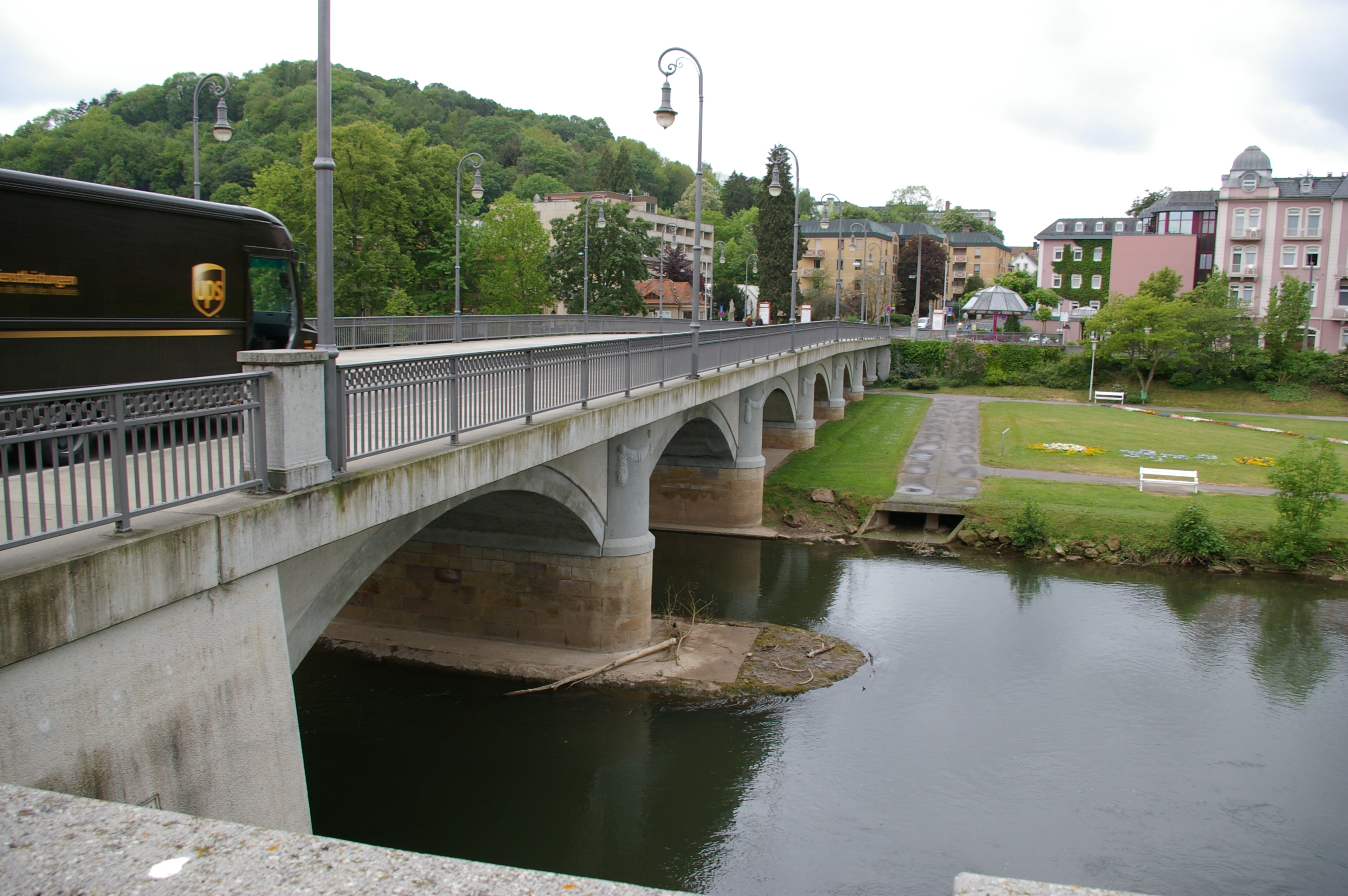
Die Bad Kissinger Ludwigsbrücke.

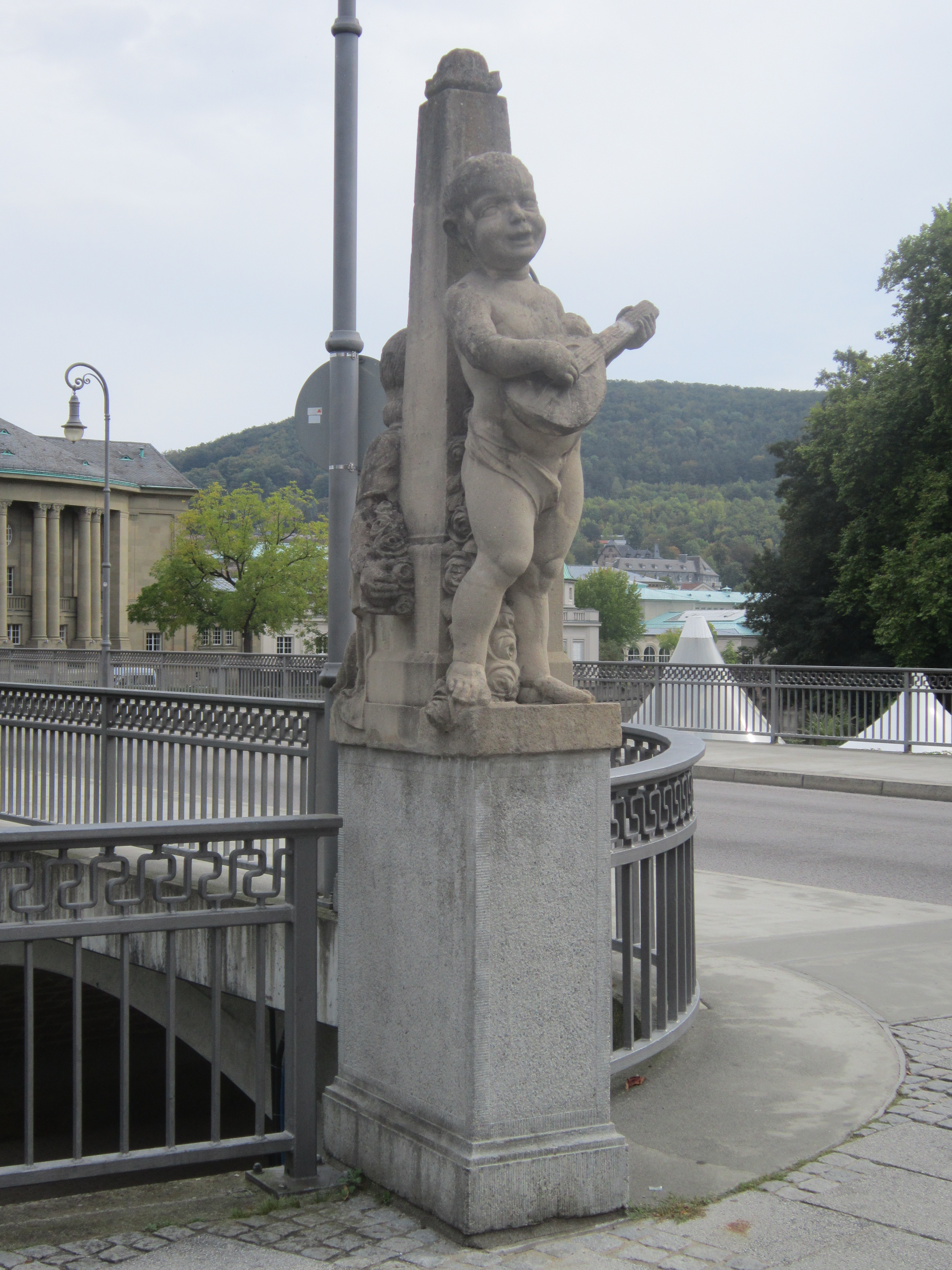
Kindergruppe, an der Brückenseite zum Rosengarten hin.

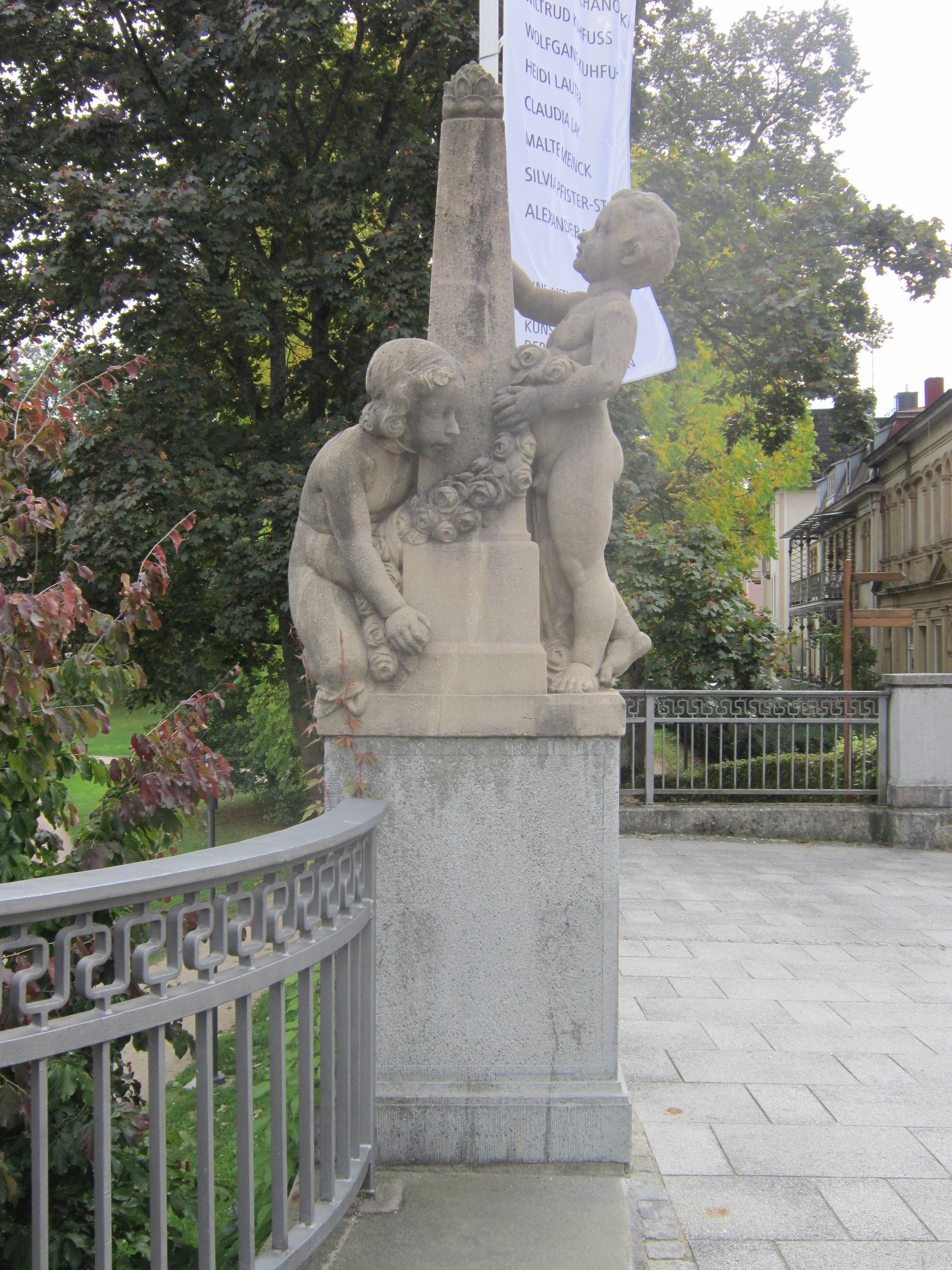
Kindergruppe, an der Brückenseite zum Luitpoldpark hin gewendet.

Die Ludwigsbrücke an der Ludwigstraße im unterfränkischen Kurort Bad Kissingen überquert die Fränkische Saale. Sie gehört zu den Bad Kissinger Baudenkmälern und ist unter der Nummer D-6-72-114-50 in der Bayerischen Denkmalliste registriert.

## Geographische Lage
Die Ludwigsbrücke befindet sich im Stadtinneren Bad Kissingens an der Grenze zwischen dem Rosengarten, der sich nordwärts an die Brücke anschließt, und dem Luitpoldpark südlich der Brücke.
Die Brücke verbindet über die Ludwigstraße die östlich von ihr liegende Innenstadt mit der sich in westlicher Richtung fortsetzenden Schönbornstraße, die zum Stadtteil Garitz führt.

## Geschichte

### Bau der Brücke 1836/37
Ein früher Übergang über die Saale befand sich weiter südlich vom Standort der heutigen Ludwigsbrücke und teilte den Kurgarten in zwei Teile. Zwischen 1834 und 1838 erfolgte unter König Ludwig I. eine Umstrukturierung des Kurgartens, dabei errichtete der Architekt Friedrich von Gärtner auch den Arkadenbau.
Die Umstrukturierung des Kurgartens erforderte eine Verlegung der Ludwigsbrücke. Die Pläne hierzu entstanden 1834 ebenfalls durch Friedrich von Gärtner; der Neubau der Brücke erfolgte von 1836 bis 1837.

### Umbau durch Max Littmann
Anfang des 20. Jahrhunderts machten der Zustand der Brücke und das steigende Verkehrsaufkommen einen Neubau und eine Verbreiterung der Ludwigsbrücke erforderlich. Architekt Theodor Fischer fertigte hierfür 1907/08 im Rahmen eines Generallinienplans erste Entwürfe an. Der Neubau wurde schließlich im Jahr 1908 von Architekt Max Littmann ausgeführt. Hierbei wurden zur Entlastung des Fundaments die massiven Gewölbeunterfüllungen durch Eisenbetonteile ersetzt.
Im Zusammenhang mit dem Umbau entstanden die Sandstein-Kindergruppen an der Westseite der Brücke sowie im Jahr 1913 ein Ladenpavillon zwischen Ludwigsbrücke und Rosengarten. Die Kinderfiguren stammen möglicherweise vom Münchner Bildhauer Heinrich Walther, der auch die Puttenfiguren am Kurtheater Bad Kissingen schuf. Möglicherweise war Max Littmann in seiner Funktion als Spezialkommissär sowie Architekt des gegenüberliegenden Regentenbaus auch an der Gestaltung des zum Rosengarten gelegenen Ladenpavillons beteiligt; wie weit sein Einfluss hierbei reichte, lässt sich aber inzwischen nicht mehr klären.

### Sprengung von 1945 und Gegenwart
Im Zweiten Weltkrieg wurde die Brücke kurz vor Kriegsende im Mai 1945 gesprengt und danach wieder aufgebaut. Bis zur Fertigstellung der Brücke im November 1946 gab es eine Notbrücke am Schweizerhaussteg im Rosengarten.
Eine erste Sanierung der Ludwigsbrücke fand im Jahr 1971 statt. Eine weitere Sanierung wurde von 1997 bis 1999 – in dieser Zeit wurde die Brücke von etwa 7500 Fahrzeugen und 5000 Fußgängern täglich genutzt – durchgeführt.